# NGC 3899
NGC 3899 (ook: NGC 3912) is een balkspiraalstelsel in het sterrenbeeld Leeuw. Het hemelobject werd op 6 april 1785 ontdekt door de Duits-Britse astronoom William Herschel.

## Synoniemen
- UGC 6801
- MCG 5-28-37
- ZWG 157.41
- IRAS 11474+2645
- PGC 36979